# Kirk Ireton
Kirk Ireton är en ort och civil parish i Storbritannien.  Den ligger i distriktet Derbyshire Dales i grevskapet Derbyshire i England, i den södra delen av landet, 200 km nordväst om huvudstaden London. Kirk Ireton ligger 217 meter över havet och antalet invånare är 470.
Terrängen runt Kirk Ireton är platt åt sydväst, men åt nordost är den kuperad. Runt Kirk Ireton är det tätbefolkat, med 476 invånare per kvadratkilometer. Närmaste större samhälle är Derby, 16,2 km sydost om Kirk Ireton. Omgivningarna runt Kirk Ireton är en mosaik av jordbruksmark och naturlig växtlighet.